# 電通ダイレクトソリューションズ
株式会社電通ダイレクトソリューションズ（でんつうダイレクトソリューションズ、Dentsu Direct Solutions Inc.）は、日本のダイレクトマーケティング専門エージェンシー。（旧社名:株式会社電通ワンダーマン（Wunderman Dentsu Inc.））

## 概要
1985年に日本の広告代理店「電通」（50%）と米国の広告代理店「ヤング・アンド・ルビカム（Y&R）」（50%）出資により設立された、ダイレクトマーケティング専門エージェンシー「電通ワンダーマン（Wunderman Dentsu Inc.）」が、2018年5月1日、株式会社電通による完全子会社化に伴い、「電通ダイレクトソリューションズ（Dentsu Direct Solutions Inc.）」に変更。マーケティング戦略立案、広告戦略、インタラクティブコミュニケーション戦略、データベースの構築およびデータ解析、クリエーティブ、メディアミックスなどにおいて、高い専門性を持つ。

## 沿革
- 1985年 - 「電通」50％、「ヤング・アンド・ルビカム」（Y&R）50％出資による、ダイレクトマーケティング専門エージェンシーとして「電通ワンダーマンダイレクト」（DWD）を設立。ダイレクトメールサービス、通信販売支援、データベース構築などのサービスを提供し、日本のダイレクトマーケティングビジネスの先駆けとなる。
- 1992年 - 米国「ワンダーマン・ワールドワイド」と、セールスプロモーション専門会社「ケイトージョンソン・ワールドワイド」が合併。新たに社名を「ワンダーマンケイトージョンソン」（WCJ）に変更。ダイレクトマーケティングとセールスプロモーションを統合した新しいマーケティング理論「アクションマーケティング」を標榜する。
- 1996年4月　日本において、「電通ワンダーマンケイトージョンソン」（DWCJ）に社名を変更。ダイレクトマーケティングのみならず、SP、マスメディア、インタラクティブメディアなどの領域まで業務を拡大し、日本およびアジア地域における最大規模のマーケティングエージェンシーに発展する。
- 1999年 - 「電通ワンダーマンケイトージョンソン」に対する出資比率が、「電通」51％、「ヤング・アンド・ルビカム」（Y&R）49%に変更。
- 2000年 - 「ワンダーマンケイトージョンソン」が「インピリック」に社名を変更。マーケティング・コンサルティングから、データベース構築、コンテンツ開発、クリエーティブ、メディアバイイングまでEnd to Endのサービスを提供する。CRMを新しいビジネスの柱とする改革を行った。日本でも社名を「インピリック電通」に変更。経営戦略、マーケティング戦略のプランニング分野にまで事業領域を広げ、クライアントのビジネスを成功へ導く、CRMコンサルティング＆サービスカンパニーとなる。
- 2002年 - 「インピリック」が所属する「ヤング・アンド・ルビカム」グループは、世界最大規模の広告会社グループ「WPP」の傘下に編入される。これに伴いダイレクトマーケティングの創始者であり、また創業者であるレスター・ワンダーマンにちなみ、「ワンダーマンカンパニー」に社名を変更。
  - 日本においては、「電通ワンダーマン」に社名を変更。独自のCRMを展開すべく、ブランド広告とリレーションシップマーケティングとの融合の実現を目指す。
- 2005年 - 創業20周年を機に、オフィスを銀座から汐留に移転。ダイレクトマーケティングの専門性をより高め、CRM業務領域でのリーディングカンパニーを目指す。『電通ワンダーマン20年史』を発行。
- 2008年 - ワンダーマングループで、創立50周年を機に電通ワンダーマンを含めた世界規模でブランドアイデンティティ（ロゴタイプ、ブランドカラー、ブランドプロパティ）を刷新。
- 2015年 - 創立30周年を期し、企業ロゴマークを刷新。
- 2017年 - DMA主催の国際エコー賞の審査委員に電通ワンダーマンから2名選出。
- 2018年 - 5月1日、株式会社電通がWPPグループ持分（49％）を取得し、完全子会社化。社名を「電通ワンダーマン（Wunderman Dentsu Inc.）」から「電通ダイレクトソリューションズ（Dentsu Direct Solutions Inc.）」に変更。

## 受賞歴

### カンヌライオンズ 国際クリエイティビティ・フェスティバル
- ダイレクト部門ファイナリスト(2008年)
- サイバー部門ブランドプロモーションブロンズ賞(2002年)

### DMA 国際ECHO賞
- シルバーアワード(1994年)
- サイバー部門ブランドプロモーションブロンズ賞(2002年)

### 全日本DM大賞
- 日本郵便特別賞　エンゲージメント部門(2018年)
- 銅賞(2017年)
- 銀賞(2016年)
- 銅賞(2015年)
- 銀賞(2014年)
- 金賞(2013年)
- 金賞(2012年)※グランプリ受賞
- 銅賞(2012年)
- 銀賞(2010年)
- 審査委員特別賞 戦略性部門(2010年)
- 金賞(2009年)
- 銀賞(2008年)

#### 特別賞
- 日本DM協会会長賞(1998年)
- 日本DM協会会長賞(1990年)
- 郵務局長賞(1993年)
- 郵務局長賞(1988年)

#### 部門賞金賞
- 製造業部門 金賞(2006年)
- 卸・小売部門金賞(2002年)
- 公共機関等部門金賞(1998年)
- 製造部門金賞(1995年)
- 通信販売部門金賞(1995年)
- 金融・保険、不動産部門金賞(1995年)
- 卸・小売部門金賞(1994年)
- 金融・保険部門金賞(1994年)
- 製造・卸売部門金賞(1993年)

#### 部門賞銀賞
- 金融部門 銀賞(2007年)
- 出版・印刷業、情報通信・調査・広告業部門銀賞(2000年)
- 公共機関部門銀賞(1996年)
- 製造部門銀賞(1994年)
- 出版・印刷・情報サービス部門銀賞(1994年)
- 通信販売部門銀賞(1993年)
- 製造・卸売部門銀賞(1990年)

#### 部門賞銅賞
- 製造業部門銅賞(2002年)
- 製造部門銀賞(1994年)
- 金融・保険・不動産部門銅賞(1994年)
- サービス業部門銅賞(1994年)
- 金融・保険・不動産部門銅賞(1992年)
- 金融・保険・不動産部門銅賞(1991年)

#### 部門賞佳作
- 製造業部門 佳作(2006年)
- 製造業部門 佳作(2006年)
- 製造業部門佳作(2001年)
- サービス業部門佳作(2001年)
- 製造業部門佳作(2000年)
- サービス業部門佳作(2000年)
- 製造業部門佳作(1996年)
- 通信販売業部門佳作(1996年)
- 金融・保険業、不動産業部門佳作(1996年)
- 出版・印刷業・情報サービス等部門佳作(1996年)
- サービス業部門佳作(1996年)
- 製造部門佳作(1995年)
- 通信販売業部門佳作(1994年)
- 製造・卸売部門佳作(1993年)
- 金融・保険・不動産部門佳作(1993年)
- 金融・保険・不動産部門佳作(1991年)
- 金融・保険・不動産部門佳作(1990年)
- 金融・保険・不動産部門佳作(1990年)
- その他部門佳作(1990年)

#### 地方ブロック賞
- 地方ブロック賞(1994年)
- 地方ブロック賞(1993年)
- 地方ブロック賞(1993年)
- 地方ブロック賞(1990年)